# 中国新华书店协会
中国新华书店协会，简称中新协，是管理全中国“新华书店”集体商标使用的社会团体，成立于2003年1月，全国的新华书店商标使用者都是该协会的会员。
该协会定期对外发布《中国新华书店社会责任报告书》。2017年开始，该协会每年会从全国的新华书店中评选出“中国最美新华书店”。

## 扩展阅读
- . 中国新闻出版广电报. 2017-06-09  [2018-12-16]. （原始内容存档于2017-09-29）.